# Indywidualne Mistrzostwa Ligi Juniorów na Żużlu 2010
Indywidualne Mistrzostwa Ligi Juniorów na Żużlu 2010 – zawody żużlowe, mające na celu wyłonienie medalistów indywidualnych mistrzostw Ligi Juniorów w sezonie 2010. W finale zwyciężył Przemysław Pawlicki.

## Finał
- Gorzów Wielkopolski, 23 września 2010
- Sędzia: Aleksander Janas

| Msc. | Zawodnik            | Klub                  | Pkt |             |  |
| ---- | ------------------- | --------------------- | --- | ----------- |  |
| 1    | Przemysław Pawlicki | Caelum Stal Gorzów    | 15  | (3,3,3,3,3) |  |
| 2    | Piotr Pawlicki      | Unia Leszno           | 14  | (3,3,3,3,2) |  |
| 3    | Bartosz Zmarzlik    | Caelum Stal Gorzów    | 12  | (3,2,2,2,3) |  |
| 4    | Emil Pulczyński     | Unibax Toruń          | 10  | (0,3,3,2,2) |  |
| 5    | Borys Miturski      | Włókniarz Częstochowa | 9   | (0,2,1,3,3) |  |
| 6    | Szymon Kiełbasa     | Tauron Azoty Tarnów   | 9   | (1,2,3,2,1) |  |
| 7    | Szymon Woźniak      | Polonia Bydgoszcz     | 8   | (2,2,1,0,3) |  |
| 8    | Jakub Jamróg        | Tauron Azoty Tarnów   | 8   | (1,1,2,2,2) |  |
| 9    | Damian Adamczak     | Polonia Bydgoszcz     | 7   | (2,3,0,1,1) |  |
| 10   | Łukasz Sówka        | Falubaz Zielona Góra  | 6   | (1,1,1,3,0) |  |
| 11   | Slawomir Musielak   | Unia Leszno           | 6   | (2,0,1,1,2) |  |
| 12   | Mateusz Lampkowski  | Unibax Toruń          | 5   | (1,0,2,1,1) |  |
| 13   | Mikołaj Curyło      | Polonia Bydgoszcz     | 4   | (2,1,0,0,1) |  |
| 14   | Łukasz Cyran        | Caelum Stal Gorzów    | 4   | (0,1,2,1,d) |  |
| 15   | Patryk Malitowski   | Betard WTS Wrocław    | 3   | (3,0,0,d,0) |  |
| 16   | Paweł Parys         | Caelum Stal Gorzów    | 0   | (0,0,0,0,0) |  |

Bieg po biegu:
1. Zmarzlik, Woźniak, Kiełbasa, Miturski
2. Pi.Pawlicki, Curyło, Sówka, Cyran
3. Malitowski, Musielak, Lampkowski, Parys
4. Prz.Pawlicki, Adamczak, Jamróg, Pulczyński
5. Pi.Pawlicki, Zmarzlik, Jamróg, Malitowski
6. Prz.Pawlicki, Miturski, Sówka, Musielak
7. Adamczak, Woźniak, Curyło, Parys
8. Pulczyński, Kiełbasa, Cyran, Lampkowski
9. Pulczyński, Zmarzlik, Sówka, Parys
10. Pi.Pawlicki, Lampkowski, Miturski, Adamczak
11. Prz.Pawlicki, Cyran, Woźniak, Malitowski
12. Kiełbasa, Jamróg, Musielak, Curyło
13. Prz.Pawlicki, Zmarzlik, Lampkowski, Curyło
14. Miturski, Jamróg, Cyran, Parys
15. Pi.Pawlicki, Pulczyński, Musielak, Woźniak
16. Sówka, Kiełbasa, Adamczak, Malitowski (d)
17. Zmarzlik, Musielak, Adaczak, Cyran (d)
18. Miturski, Pulczyński, Curyło, Malitowski
19. Woźniak, Jamróg, Lampkowski, Sówka
20. Prz.Pawlicki, Pi.Pawlicki, Kiełbasa, Parys